# Таймлапс
Таймлапс (от английски: time – „време“, lapse – „изпускам, пропуск“) е фотографска техника на заснемане на видео.
При нея честотата на кадрите (fps) при показване е много по-разредена от честотата за заснемане, т.е. пропуснати са много от заснетите кадри. Когато филмът е пуснат с нормална скорост, времето изглежда се движи по-бързо. Например, сцена може да бъде заснета с един кадър в секунда, но след това възпроизведена с 30 кадъра в секунда; резултатът е очевидно 30 пъти по-голяма скорост. По подобен начин филмът може също да се възпроизвежда с много по-ниска скорост от тази, с която е заснет, забавяйки иначе бързо действие, като при бавно движение или високоскоростна фотография.
Процеси, които обикновено изглеждат едва доловими и твърде бавни за човешкото око, например движението на Слънцето и звездите или растежът на растение, стават достъпни за наблюдение. През 2021 г. Google Earth показва видеоклип, съставен от сателитни снимки, в който се виждат измененията на Земята през предходните 37 години, например разрастването на някои градове, променящите се пясъци на Кейп Код и пресъхването на Аралско море.

## Забързан и забавен каданс
Таймлапсът е екстремната версия на кинематографската техника на undercrank (заснемане с по-ниска честота на кадрите, така че действието изглежда ускорено при възпроизвеждане, типично от времето, когато филмовите камери са били ръчно въртяни, а също и техника в бойните сцени на почти всички филми на Джаки Чан). Обратният ефект – забавен каданс (overcrank) се постига при заснемане на по-голям брой кадри от тези възпроизвеждани за единица време.

## Стоп моушън анимация
Стоп моушън анимацията е сравнима техника. При нея обект, който всъщност не се движи, например кукла, може многократно да се премества ръчно с малко разстояние и да се снима. Тогава снимките могат да бъдат възпроизведени като филм със скорост, която показва обекта да се движи.